# Xenobuthus anthracinus
Espèce
Synonymes
- Buthus anthracinus Pocock, 1895
- Butheolus anthracinus (Pocock, 1895)

Xenobuthus anthracinus est une espèce de scorpions de la famille des Buthidae.

## Distribution
Cette espèce se rencontre au Yémen, en Oman et dans le Sud de l'Arabie saoudite,.

## Description
Le syntype mesure 36,5 mm.

## Systématique et taxinomie
Cette espèce a été décrite sous le protonyme Buthus anthracinus par Pocock en 1895. Elle est placée dans le genre Butheolus par Fet, Sissom, Lowe et Braunwalder en 2000 puis dans le genre Xenobuthus par Lowe en 2018.

## Publication originale
- Pocock, 1895 : « On the Arachnida and Myriapoda obtained by Dr. Anderson's collector during Mr. T. Bent’s expedition to the Hadramaut, South Arabia; with a supplement upon the scorpions obtained by Dr. Anderson in Egypt and the Eastern Soudan. » Journal of the Linnaean Society, vol. 25, p. 292–316 (texte intégral).